# François de Neufville, duc de Villeroy

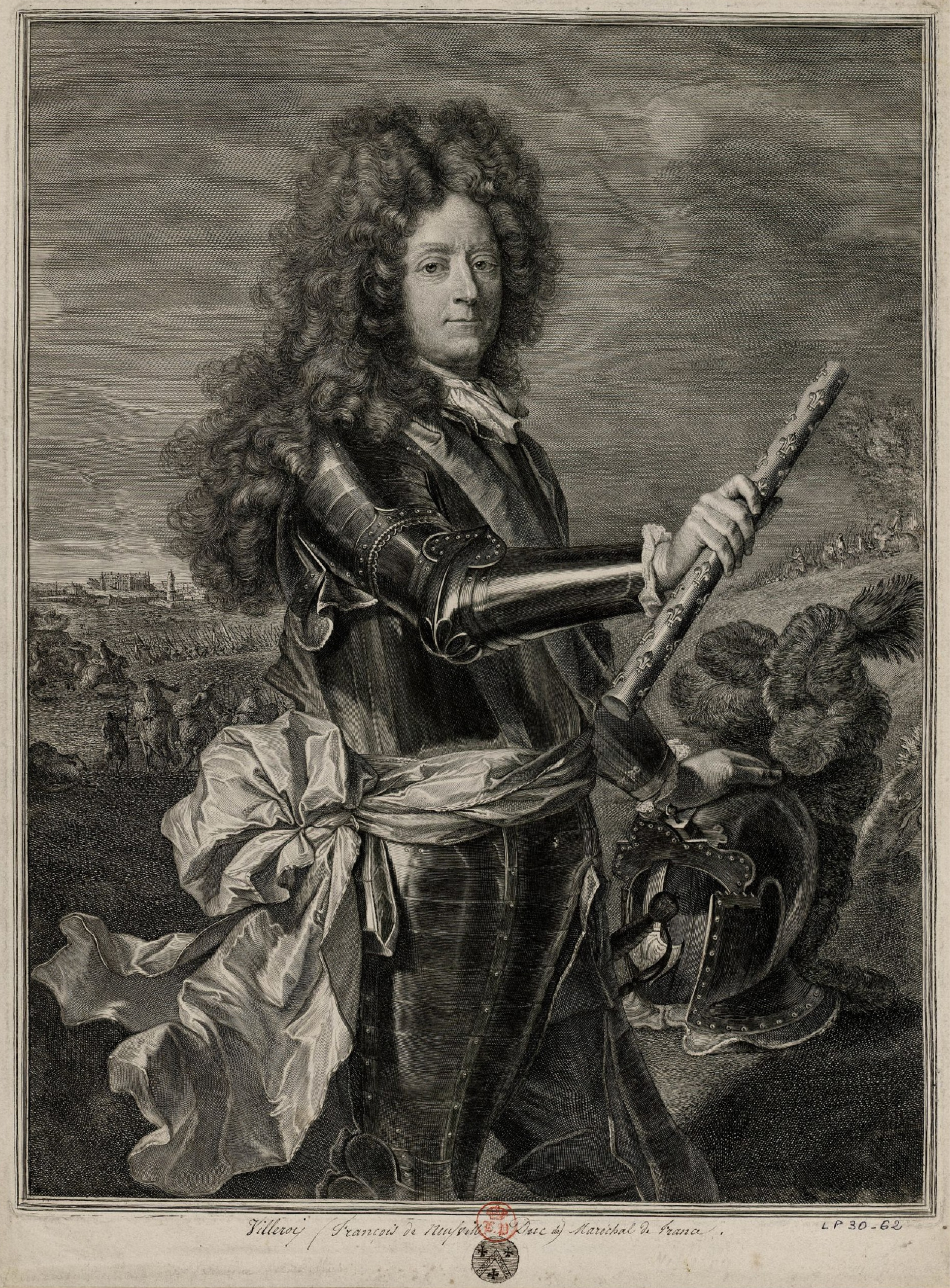
François de Neufville, Marschall von Frankreich.

François de Neufville, 2e duc de Villeroy oder Villeroi, (* 7. April 1644 in Lyon; † 18. Juli 1730 in Paris) war ein französischer Heerführer und Marschall von Frankreich.

## Frühes Leben und Heirat
François de Neufville, duc de Villeroy, war ein Sohn des Marschalls Nicolas de Neufville, duc de Villeroy. Er wurde mit Ludwig XIV. erzogen. Seine Jugend verbrachte er unter den Intrigen und Zerstreuungen des Hofes, war Schwarm der Damenwelt und galt als Muster der Eleganz und Mode.
Villeroy heiratete am 28. März 1662 in Paris Marie-Marguerite de Cossé-Brissac (* 1648; † 1708) und hatte mit ihr 7 Kinder:
1. Louis Nicolas de Neufville, Herzog von Villeroy (* 1663; † 1734), ⚭ Marguerite Le Tellier de Louvois, Tochter des Marquis de Louvois (Le Tellier de Louvois)
2. Camille de Neufville († 1671), jung verstorben
3. François Paul de Neufville (* 1677; † 1731), Erzbischof von Lyon (seit 1714)
4. François Catherine de Neufville († 1700)
5. Madeleine Thérèse de Neufville (* 1666; † 1723), Nonne
6. Françoise Madeleine de Neufville († 1730), ⚭ 1688 João de Sousa, 3. Markgraf von Minas
7. Catherine de Neufville (* 1674; † 1715), Nonne

Wiewohl lebenslanger Günstling Ludwigs XIV., musste Villeroy schon jung wegen Liebesintrigen mit einer Kammerzofe Ludwigs und einer bis heute unbekannten Herzogin den Hof meiden und mehrere Jahre in Lyon verweilen, wo sein Vater Gouverneur war. Der König gestattete ihm nicht einmal, den Holländischen Krieg (1672) bei der französischen Armee mitzumachen. Erst 1680 erhielt er die Erlaubnis zur Rückkehr an den Hof. Als enger Freund des Königs, vollendeter Höfling, und Mann von großer Galanterie wurde Villeroy zu einer Karriere in der Armee bestimmt.

## Militärische Laufbahn
Am 23. Juli 1693 eroberte Villeroy die Stadt Huy und nahm am folgenden 29. Juli an der Schlacht bei Neerwinden teil. Er wurde, ohne sich besonders ausgezeichnet zu haben, zum Marschall ernannt. Nach dem im Januar 1695 erfolgten Tod Luxembourgs befehligte er in den Niederlanden, bewies aber große Unfähigkeit. Er konnte Wilhelm III. nicht zur Aufhebung der Belagerung von Namur zwingen und auch nicht den Prinzen Vaudémont, der diese deckte, vertreiben. So überließ er schließlich die stark befestigte Stadt ihrem Schicksal, um durch einen Angriff auf Brüssel die Holländer von Namur abzuziehen. Er äscherte Brüssel im August 1695 durch heftige Beschießung fast ganz ein, rückte aber wieder ab, da Wilhelm III. sich bei der Belagerung Namurs nicht stören ließ. 1696–1697 blieb er Oberkommandierender in den Niederlanden, ohne dass von den kriegsführenden, aber kampfesmüden Parteien etwas Wichtiges unternommen wurde. Nach dem Friedensschluss von Rijswijk 1697 nach Paris zurückgekehrt erntete er für seine militärischen Fehler viel Hohn.
Gleichwohl erhielt Villeroy durch Ludwig XIV. im Spanischen Erbfolgekrieg im Sommer 1701 das Kommando der in Italien gegen den Prinzen Eugen kämpfenden französischen Armee, deren bisherige Anführer, Nicolas Catinat und der Herzog Viktor Amadeus II. von Savoyen, unter seinen Oberbefehl treten mussten. Er langte am 22. August beim Heer ein und unternahm gegen Catinats Rat am 1. September 1701 den unklugen und misslungenen Angriff auf Chiari, wo sich Eugen verschanzt hatte. Villeroy bezog darauf mit seiner Armee Winterquartiere im Cremonesischen und Mailändischen und nahm sein Hauptquartier in Cremona, um dort die für die Ergänzung seines geschwächten Heeres nötigen Ersatztruppen an sich ziehen zu können. Am 1. Februar 1702 wurde er aber von Eugen nachts in Cremona überfallen und gefangen genommen.
Witzbolde in der Armee dichteten einen berühmten Spottvers auf Villeroys Kosten:
„Par la faveur de Bellone,
et par un bonheur sans égal,
Nous avons conservé Crémone
--et perdu notre général.“
Durch die Gunst der Bellona,
und durch ein unvergleichliches Glück
konnten wir Cremona behalten,
verloren aber unseren General.
Bald wieder in Freiheit gesetzt, wurde Villeroy von seinem königlichen Gönner wieder in den Niederlanden eingesetzt und kommandierte dann ein Armeekorps, das während der Schlacht bei Höchstädt (13. August 1704) die Pässe des Schwarzwaldes besetzt hielt, um den Prinzen Eugen von der Verbindung mit Marlborough abzuhalten. Villeroy wurde jedoch von dem kaiserlichen Feldherrn getäuscht und konnte nichts tun, als den Rückzug der geschlagenen Armee Tallards zu sichern. Im Mai 1705 deckte er die Belagerung von Huy. Obwohl dieses genommen wurde, ging es doch bald wieder verloren, als Marlborough am 17. und 18. Juli 1705 die französischen Linien hinter der Maas, die Villeroy besetzt hielt, sprengte. 
Anfang 1706 übernahm Villeroy den Oberbefehl über die Armee in den Niederlanden und drang im Mai mit dem Kurfürsten Maximilian II. Emanuel von Bayern über die Dyle vor. Marlborough rückte ihm entgegen, und am 23. Mai 1706 kam es zur Schlacht bei Ramillies, in der Villeroy, nicht ohne eigene Schuld, geschlagen wurde und etwa 20.000 Mann an Toten und Gefangenen sowie seine ganze Artillerie und Bagage verlor. Brabant, Flandern und sogar ein Strich der französischen Grenze fielen in die Hände der Alliierten. Daraufhin trat Vendôme an die Stelle Villeroys.
Der Historiker Leonhard Horowski führt Villeroy als typisches Beispiel dafür an, dass in der Frühen Neuzeit Angehörige des Schwertadels, die lange das Leben eines Höflings geführt hatten, im Krieg auf Positionen befördert wurden, die sie überforderten, während wesentlich kompetentere, aber rangmäßig unter ihnen stehende Generäle in der zweiten Reihe bleiben mussten.

## Späteres Leben
Ludwig XIV. bewahrte seinem Günstling trotz dessen militärischen Misserfolgen sein stetes Vertrauen. Villeroy blieb einige Jahre teils in Paris, teils auf seinem Gut bei Lyon, von dem aus er 1714 einen Aufstand der Fleischerinnung zu Lyon unterdrücken half. Als der König auf Betreiben der Madame de Maintenon 1715 kurz vor seinem Tod ein Testament aufsetzte, das die Gewalt des künftigen Regenten, des Herzogs von Orleans, beschränken sollte, wurde auch Villeroy in das Geheimnis eingeweiht. In seinem letzten Willen bestimmte der König Villeroy zum Gouverneur (Oberaufseher der Erziehung) des jungen Ludwig XV. sowie zum Mitglied des Regentschaftsrates. Dieses Testament wurde aber am 2. September 1715, einen Tag nach dem Tod Ludwigs XIV., aufgehoben. Obgleich Villeroy sich für den Herzog von Maine, Ludwigs XIV. natürlichen Sohn, und gegen den Regenten, den Herzog von Orleans, erklärt hatte, so ließ ihn dieser doch noch bei der Person Ludwigs XV., bis der von ihm beleidigte Kardinal Dubois auf seine Entfernung drang. Nach einem vom Regenten herbeigeführten Auftritt, bei dem Villeroy diesem eine Unterredung mit dem König ohne Zeugen verweigerte (12. August 1722), ließ ihn der Regent verhaften und auf sein Gut Villeroy verbannen. Später erlaubte man ihm, das Gouvernement von Lyon zu übernehmen.
Nach Ludwigs XV. Volljährigkeitserklärung kehrte Villeroy zuweilen an den Hof zurück, ohne jedoch einigen Einfluss zu erlangen. Er starb am 18. Juli 1730 in Paris im Alter von 86 Jahren.